# Ancistrus tombador
Ancistrus tombador es una especie de peces de la familia Loricariidae en el orden de los Siluriformes.

## Morfología
El macho presenta unos barbillones o tentáculos encima del hocico, denominados odontoides, mientras que las hembras, en el caso de que los tengan, no los tendrán en la cabeza sino que se encontrarán en el borde del hocico y serán de un tamaño muchísimo menor que en el caso de los machos. 
Los machos pueden llegar alcanzar los 6,3 cm de longitud total.

## Hábitat
Es un pez de agua dulce.

## Distribución geográfica
Se encuentran en Sudamérica: Mato Grosso (Brasil ).